# ヴィルヘルム4世 (バイエルン公)
ヴィルヘルム4世（Wilhelm IV., 1493年11月13日 - 1550年3月7日）は、16世紀のバイエルン公（在位：1508年 - 1550年）。アルブレヒト4世とクニグンデ・フォン・エスターライヒの長男。一時、弟のルートヴィヒ10世とバイエルンを共同統治していた。

## 生涯
父が長子相続を取り決めたことにより、1508年の父の死後に遺領を単独相続したが、弟のルートヴィヒ10世が共同統治を主張し、1516年にランツフート、シュトラウビングを共同統治領とした。宗教改革に初めは同情を示していたが、やがてカトリックに転向、ザルツブルク大司教と提携してドイツ農民戦争を鎮圧した。また、ボヘミア王位を主張してハプスブルク家と対立したが、1534年、フェルディナント1世とリンツで和睦した。
1545年にルートヴィヒ10世が死去したため、改めてバイエルンを単独統治することになった。シュマルカルデン戦争ではカール5世（フェルディナント1世の兄）の下で戦った。
1516年、ビールの品質向上と、小麦やライ麦の使用制限を図ってビール純粋令を制定した。この法は現在もドイツで存続している。

## 家族
1522年、バーデン辺境伯フィリップ1世の娘マリア・ヤコベアと結婚した。
1. テオドール（1526年 - 1534年）
2. アルブレヒト5世（1528年 - 1579年）
3. ヴィルヘルム（1529年 - 1530年）
4. メヒティルト（1532年 - 1565年） - バーデン＝バーデン辺境伯フィリベルトと結婚